# KING (雑誌)
『KING』（キング）は、講談社が発行していた男性向け月刊誌。2004年から2年間の準備期間をかけて、2006年9月13日に創刊され、2008年10月号をもって休刊（実質的な廃刊）した。

## 概要
人物をクローズアップした記事や、スポーツや自動車、ファッションなどの記事が中心となっていた。キャッチフレーズは「日本男誌『KING』」だった。
かつて講談社が発行していた大衆娯楽雑誌『キング』と名前は同じで、「面白くてためになる」という講談社の社是を掲げている点は共通するものの、かつての『キング』が国民的な大衆雑誌だったのに対して、『KING』の対象は20代半ば30代の男性になっており、そのコンセプトは大きく異なり、復刊にあたるものではない。テレビドラマ化された『池袋ウエストゲートパーク』の中に登場した人物のニックネーム「キング」から採用したもので、復刊させるつもりでつけた名前ではなかったという。
ただし、かつての看板雑誌の名を冠する雑誌の創刊ということで、講談社は力を入れて、創刊時には20万部を発行した。総ページ数の352ページはかつての『キング』の創刊号のページ数と合わせたものだった。120本の広告を入れて、広告収入は億単位となった。創刊時の価格は600円。CMには俳優の瑛太を起用し、かつてのホームランキングである元プロ野球選手王貞治が表紙を飾った。しかし、売り上げは思ったほどではなく、創刊時の勢いを維持できずに、4号目からは約200ページにページ数が減って、広告の数も30本から40本になり、目標部数を10万部としていた。その後も部数の歯止めはかからず、内容のテコ入れやリニューアルを繰り返した末に丸2年で休刊となった。
連載企画のグラビアシリーズ『妄撮』は単行本化されて、単行本2冊で10万部以上とヒットした。
女性誌『FRaU』を出版する講談社の第四編集局から出されており（現在『FRaU』は第二編集局）、初代の編集長である原田隆も男性向け雑誌『ホットドッグプレス』の編集を経て、『FRaU』の編集長を7年間務めていた。

## 連載
- リリー・フランキー&瑛太「ん。」
- 藤岡弘、二十一世紀武士道。
- ワールドサッカー頭脳トレーニング
- オレのゲーム履歴書。
- みうらじゅんの「モテないが正しい」
- 坂田藤十郎「藤さまは何でも知っている!」
- 高橋昌史の「kingboss!」

など

## 参考資料
- 「講談社『キング』と朝日新聞社『朝日新書』 混迷出版界に船出するこの秋話題の二つの創刊」（『創』2006年11月号）
- 丸山昇「巨艦講談社が模索する活路とは…」（『創』2007年2月号）